# Almindelig julerose
Almindelig julerose (Helleborus niger) eller hvid julerose er en skyggetålende, stedsegrøn og meget tidligt blomstrende staude med hvide blomster. Den bruges ofte som bunddækkeplante eller til snit i vinterperioden. Hele planten er giftig. Artsendelsen niger (= "sort") skyldes plantens sorte jordstængel.

## Beskrivelse
Almindelig julerose er en stedsegrøn staude med grundstillede blade. Bladene er uligefinnede med elliptiske småblade. Bladranden er uregelmæssigt tandet, oversiden er græsgrøn og læderagtig, og undersiden er lyst grågrøn. Blomsterne er endestillede på særlige skud, som vokser frem i januar-februar. De enkelte blomster sidder i fåblomstrede stande, og de er snehvide med gule støvdragere. Frugterne er tørre kapsler med mange, sorte frø, der modner godt og spirer villigt under de rette vækstbetingelser.
Rodnettet består af en kraftig, sort rodstok, som bærer masser af ret tykke trævlerødder. 
Højde x bredde og årlig tilvækst: 0,20 x 0,20 m (20 x 2 cm/år), heri ikke medregnet de blomsterbærende skud, der hæver sig 10 cm over bladene.

## Hjemsted
Almindelig julerose findes i de europæiske bjergegne, hvor den gror i lyse skove og skovenge på kalkholdig muldbund. 
I det fugtige område Gofergraben, som ligger i ca. 700 m højde på Reichensteins nordhæld i Nationalpark Gesäuse, Steiermark, findes arten på kalk- og dolomitbund i rødgranskove, der har mange meddominerende bøge sammen med bl.a.  akelejefrøstjerne, akselrøn, aksrapunsel, ask, alm. bingelurt, alpegedeblad, blå anemone, fjeldviol, fladkravet kodriver, glat hovblad, klæbrig salvie, kløverspringklap, kranskonval, lundvortemælk, rød alpesalat, rød nikkesalat, skovstilkaks, stor stjerneskærm, svalerodensian og ægte alpeviol
| Portal | Portal:Botanik |